# Murg (Rastatt)
Pour les articles homonymes, voir Murg.
La Murg est une rivière, affluent de la rive droite du Rhin et coulant en Allemagne, dans le Land de Bade-Wurtemberg.
Longue d'environ 79 km, elle a son point d'origine dans la Forêt-Noire, à 875 m d'altitude, au confluent de deux ruisseaux nommés Rechtmurg et Rotmurg, sur le territoire d'Obertal, fraction (Ortsteil) de la commune de Baiersbronn, dans l'arrondissement de Freudenstadt, et se jette dans le Rhin, sur le territoire de la commune de Steinmauern, dans l'arrondissement de Rastatt, à une altitude d'environ 110 m.
Le bassin de la Murg a une superficie totale d'environ 617 km2.

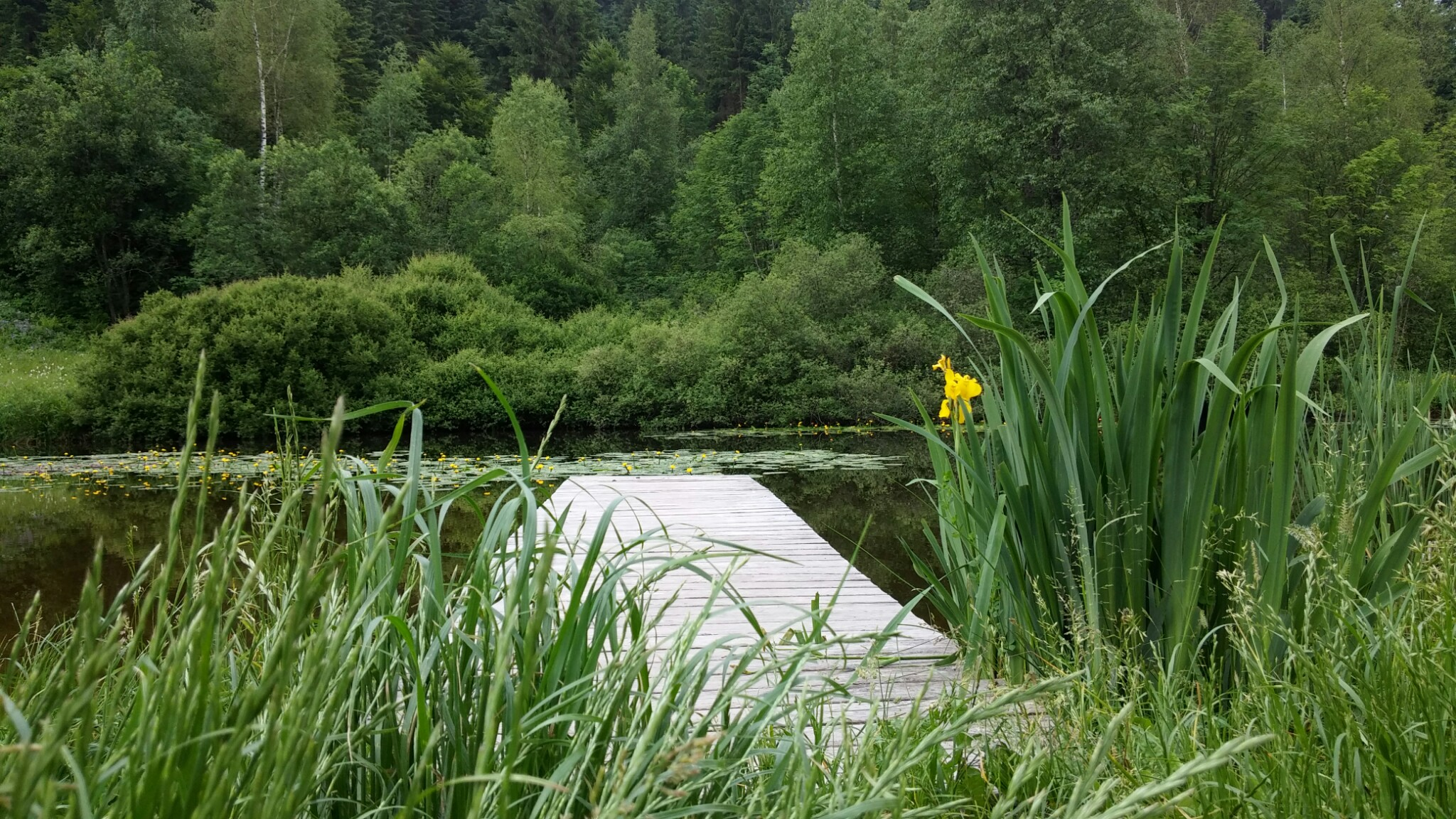
Ponton sur la Murg à Baiersbronn

## Communes traversées
- Dans l'arrondissement de Freudenstadt :
  - Baiersbronn
  - Röt
- Dans l'arrondissement de Rastatt :
  - Forbach
  - Weisenbach
  - Gernsbach
  - Gaggenau
  - Bischweier
  - Kuppenheim
  - Rastatt
  - Steinmauern